# Качаловський Євген Вікторович
Євген Вікторович Качаловський (нар. 20 березня 1926, місто Катеринослав, тепер Дніпро — 28 вересня 2011, місто Київ) — український радянський партійний діяч, 1-й секретар Дніпропетровського обкому КПУ. Член ЦК КПУ (1971–1990). Кандидат у члени Політбюро ЦК КПУ (квітень 1980 — квітень 1983). Член Політбюро ЦК КПУ (квітень 1983 — лютий 1990). Депутат Верховної Ради УРСР 8—9-го і 11-го скликань. Депутат Верховної Ради СРСР 10—11-го скликань. Народний депутат СРСР (1989–1991). Член ЦК КПРС (1981–1990).

## Біографія
Народився в родині службовця. Трудову діяльність розпочав у 1942 році механіком з ремонту вимірювальної апаратури на заводі у місті Новосибірську.
Член ВКП(б) з 1947 року.
У 1948 році закінчив Дніпропетровський інститут інженерів залізничного транспорту.
У 1948–1952 роках — помічник машиніста, машиніст, бригадир комплексної бригади, заступник начальника паровозного депо станції Пологи Запорізької області. У 1950–1952 роках — у спеціальному відрядженні на залізниці Китайської Народної Республіки. У 1952–1962 роках — заступник начальника, головний інженер, начальник локомотивного депо станції Нижньодніпровськ-Вузол.
У 1962–1967 роках — директор Дніпропетровського електровозобудівного заводу.
У 1967–1970 роках — голова виконавчого комітету Дніпропетровської міської ради депутатів трудящих.
У 1970 — 12 квітня 1974 року — 1-й секретар Дніпропетровського міського комітету КПУ Дніпропетровської області.
12 квітня 1974 — 29 червня 1976 року — 2-й секретар Дніпропетровського обласного комітету КПУ.
29 червня 1976 — 4 лютого 1983 року — 1-й секретар Дніпропетровського обласного комітету КПУ.
2 лютого 1983 — 14 грудня 1989 року — 1-й заступник голови Ради Міністрів Української РСР.
З 1990 року — на пенсії в Києві.

## Нагороди
- два ордени Леніна (…, 19.03.1986)
- орден Жовтневої революції
- два ордени Трудового Червоного Прапора
- медалі